# Longipalpus cottoni
Longipalpus cottoni là một loài bọ cánh cứng trong họ Cerambycidae.